# جو كول (ممثل)
جو كول (مواليد 28 نوفمبر 1988، لندن) (بالإنجليزية: Joe Cole)‏ هو ممثل بريطاني.
مثّل في المسلسل التلفزيوني الشهير بيكي بلايندرز بدور جون شيلبي .

## روابط خارجية
- جو كول على موقع IMDb (الإنجليزية)
- جو كول على موقع ألو سيني (الفرنسية)
- جو كول على موقع أول موفي (الإنجليزية)
- جو كول على موقع قاعدة بيانات الأفلام السويدية (السويدية)
- جو كول على موقع قاعدة بيانات الفيلم (الإنجليزية)
- جو كول على موقع كينوبويسك (الروسية)